# اس‌ام یو-۲۰ (اتریش-مجارستان)
اس‌ام یو-۲۰ (اتریش-مجارستان) (به انگلیسی: SM U-20 (Austria-Hungary)) یک زیردریایی بود که طول آن ۱۲۷ فوت ۲ اینچ (۳۸٫۷۶ متر) بود. این زیردریایی در سال ۱۹۱۶ ساخته شد.